# 生物多様性センター

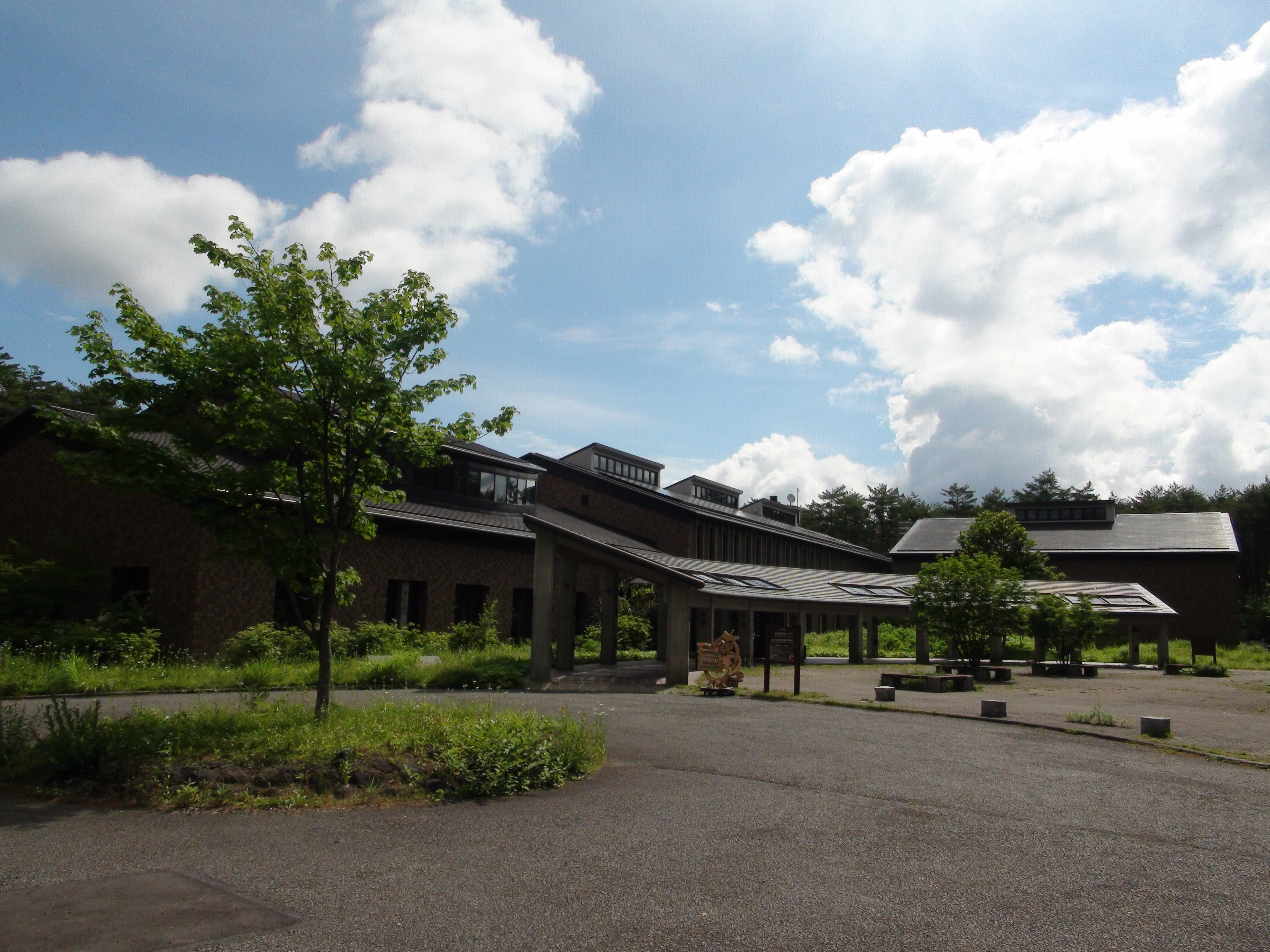
生物多様性センター（2013年6月23日撮影）

生物多様性センター（せいぶつたようせいセンター、Biodiversity Center of Japan: BiodiC-J）とは、日本の環境省自然環境局に置かれる機関。生物多様性国家戦略に基づき、生物多様性に関する調査、情報発信、普及・啓発等を主たる業務とする。また、トキ等の希少野生動植物種の標本の収集・展示等を行う博物館的な業務や、調査や報告書作成等の外部委託を行う調達業務も担当している。

## 概要
- 所在地：山梨県富士吉田市上吉田剣丸尾5597-1
- 生物多様性センター長：鳥居敏男（2007年4月1日〜）
- 根拠法令：環境省組織規則（平成13年1月6日環境省令第1号）
- 管理は環境省自然環境局総務課が行う。

## 沿革
- 1993年(平成5年)：日本が生物の多様性に関する条約（生物多様性条約）を受諾。
- 1995年(平成7年)：生物多様性国家戦略を制定。
- 1998年(平成10年)4月9日：旧環境庁に生物多様性センターを設置。
- 2001年(平成13年)1月6日：環境省の発足に伴い環境省自然環境局の機関となる。

## 主な業務
- 生物多様性に関する基礎調査の実施
自然環境保全基礎調査（緑の国勢調査）：植物（植生、巨樹・巨木等）、動物（哺乳類等）、海域（干潟、藻場等）等の種類、位置、面積等を、報告書及び地図としてとりまとめる調査である。調査した結果は、下記の生物多様性情報システム等にて、公表される。自然環境保全法に則り、概ね5年ごとに実施されている。
身近な生きもの調査：希少な野生動植物ではなく、サクラやタンポポ、虫のなき声等の身近な自然を感じさせる生物・現象を対象とする市民参加型の調査。自然環境保全基礎調査の一環として実施されている。
- 調査等で得られた情報の収集・管理・提供・展示
生物多様性情報システム（Japan Integrated Biodiversity Information System: J-IBIS）：上記、自然環境保全基礎調査等で得られた生物多様性に関する情報を総合データベースとして、一般公表されているシステム。
自然環境情報GIS：J-IBISの一部で、自然環境保全基礎調査の地図情報のデータをGISフォーマットに変換した情報。一般提供されている。
絶滅危惧種検索：レッドデータブックの基となる、絶滅危惧種の基礎情報であるレッドリストの情報の公表（レッドデータブックそのものは自然環境研究センターより出版されている）。
生物多様性情報クリアリングハウスメカニズム：日本国内の研究機関・個人が所有する生物多様性の情報の交換・流通を目的として、その情報源情報を公表するシステム。
希少野生動植物種の標本・文献：トキやオオワシ、イリオモテヤマネコ等の剥製標本や文献・論文等の収集・保管・展示。このための施設として「展示室」や「図書室」を設置。
- 生物多様性に関する普及・啓発
インターネットによる情報公開や、生物多様性カード（昆虫カード）の配布等。
- 国際活動
東アジア地域との生物多様性ネットワークの構築
発展途上国からの留学生の研修対応（JICA関連）
- 自然環境の保全、保護に関する業務
自然環境の保全及び整備：自然環境保全法、自然環境保全基本方針関連
自然公園の保護及び整備：自然公園法関連
野生動植物の保存：種の保存法関連、希少野生動植物種の選定補助等
野生鳥獣の保護、狩猟の適正化：鳥獣保護法関連
- 調達業務
上記、自然環境保全基礎調査や、生物多様性情報システムの基礎データの整理等の調達を行う。